# Кальдера долини Лонг

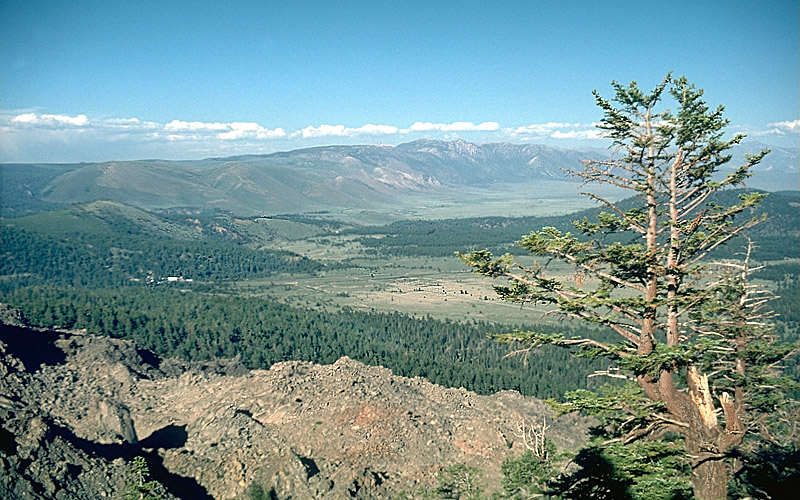
Кальдера долини Лонг

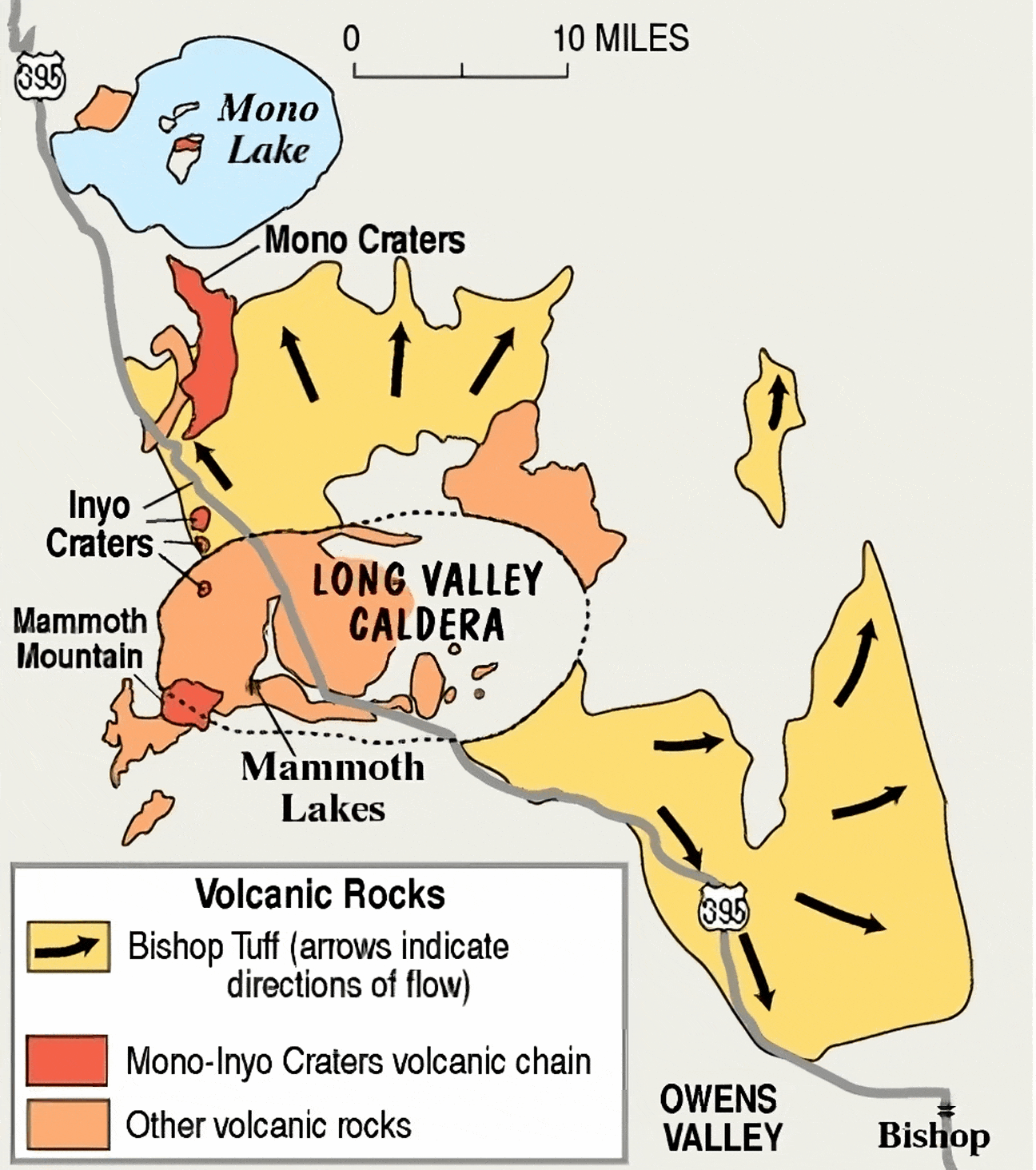
Карта кальдери долини Лонг

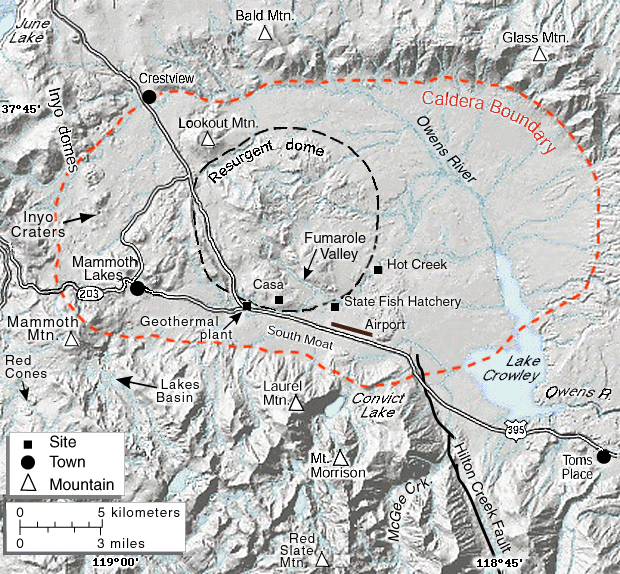
Карта кальдериUSGS

Кальдера долини Лонг (англ. Long Valley Caldera) — депресія в східній Каліфорнії, поряд з Мамонтовою горою. Це одна з найбільших кальдер на Землі, досягаючи 32 км у довжину (схід — захід) і 17 кілометрів у ширину (північ — південь). Висота дна кільдери становить 2000 м на сході і 2 600 м на заході. Висота стін кальдери досягає 3000-3500 м, крім сходу, де стіни піднімаються тільки на 150 м до рівня 2300 м.

## Історія
Долина сформовалася 760 тис. років тому, коли величезне виверження вулкана випустило дуже гарячий попіл, який пізніше охолонув та сформував туф Бішопа, звичайний у цій місцевості. Виверження було таке велике, що шар магми під зараз цілком знищеним вулканом спорожнів настільки, що вулкан буквально провалився під землю. Обвал безпосередньо викликав навіть більше вторинне виверження попелу, так що сотні тисяч квадратних кілометрів навколо були вкриті та спалені. Попіл від цього виверження вкрив майже всю західну частину територію сучасних США.

## Сучасні дослідження
Згідно результатів наукового дослідження 2023 року, дослідники з Каліфорнійського технологічного інституту (CIT) зафіксували неспокійну поведінку супервулкана Лонг-Веллі в східній Каліфорнії, який на сьогодні для сторонніх спостерігачів  перебуває у відносно млявому стані. Ще наприкінці 1970-х років минулого століття, рої землетрусів почали виходити з кальдери, яка знаходиться на вершині похованого вулкана. Дослідники з CIT з’ясували, що ця діяльність всередині супервулкану викликана саме його охолодженням, а не нагріванням. Ефект кипіння, який спостерігається там зараз, як на думку вчених, може спричинити спостережувану деформацію поверхні та сейсмічність. Протягом півтора років дослідники СІТ використовували спеціальну систему, аби вивчити понад 2000 сейсмічних подій в регіоні, багато з яких люди не відчували на поверхні. В даному випадку, наукові висновки команди дослідників ґрунтуються на даних, зібраних зі 100-кілометрової ділянки оптоволоконного кабелю за допомогою розподіленого акустичного зондування. Потім ці дані були підключені до алгоритму машинного навчання. Вчені зазначають, що це перший випадок, коли мережа глибоко розподілених акустичних датчиків виявила динаміку всередині Землі.